# Мулан (мультфильм)
«Мула́н» (англ. Mulan) — полнометражный мультипликационный фильм, выпущенный 19 июня 1998 года студией Walt Disney Pictures и ставший 36-м по счёту полнометражным мультипликационным фильмом среди всех выпущенных студией. В основу фильма положена средневековая китайская баллада о Хуа Мулань — женщине, вступившей в ряды армии.
Мультфильм был первым из трёх, созданных на студии Disney-MGM Studios в Орландо, Флорида.
Режиссурой занимались Тони Бэнкрофт и Барри Кук. Этот фильм является частью возрождения диснеевских фильмов, начавшегося в 1989 году.
Над сценарием мультфильма в общей сложности работало 32 человека. По техническим характеристикам это первый мультфильм Диснея, применивший звук DTS и SDDS.

## Сюжет
Гунны под предводительством безжалостного Шань Ю вторгаются в Китай, преодолев Великую стену. Император объявляет всеобщий набор новых солдат. Тем временем Фа Мулан, смелая и открытая девушка, надеется принести почёт в свою семью посредством замужества. Традиции таковы, что женщина не ровня мужчине, главенствует и принимает решения он, а женщине отведена лишь роль примерной матери и хранительницы домашнего очага. Девушки могут прийти к почёту и уважению по единственной дороге — через замужество и обязаны относиться к этому как к главной жизненной цели. Мама и бабушка Мулан готовят её к встрече со свахой: если Мулан ей понравится, то она удачно её сосватает. Из-за нескольких случайных мелочей Мулан производит на сваху ужасное впечатление, и сваха прилюдно позорит её, говоря, что такая, как она, никогда не добьётся уважения в обществе. Подавленная Мулан возвращается домой. Отец утешает её и сравнивает дочь с цветком вишни — он считает, что цветок, который распустится позже остальных, наверняка будет самым красивым.
Внезапно в деревню приезжает советник императора и объявляет о вторжении гуннов. Каждая семья должна отправить на войну одного мужчину, и обычно это глава семейства. Если он слишком стар или слаб здоровьем, вместо него может пойти другой мужчина, например, сын. Мулан пытается отговорить отца — он когда-то уже служил в императорской армии, а теперь хромает, — но он настаивает на том, что должен выполнить свой долг. К тому же, он в их семье единственный мужчина. Мулан плачет в одиночестве и, не желая примириться с положением вещей, дожидается, когда все засыпают, обрезает волосы, берёт отцовский меч и доспехи и переодевается мужчиной, чтобы поступить на службу вместо отца. Она убегает верхом на их лошади. Проснувшись посреди ночи, остальная семья узнаёт о её побеге. Мать просит отца отправиться за ней и вернуть назад, потому что женщину в армии обязательно казнят, но отец отвечает, что Мулан могут казнить, лишь если обман раскроется.
В храме предков духи семьи Мулан обсуждают, что делать со сбежавшей девушкой. Они принимают решение отправить к ней на помощь статую дракона, но маленький дракончик Мушу, разжалованный хранитель, которого посылают разбудить статую, случайно разрушает её, поскольку та была уже очень ветхой. Тогда Мушу отправляется за Мулан сам, надеясь сделать её героиней и таким образом вернуть себе статус хранителя. С собой он берёт и сверчка, «приносящего удачу», которого бабушка Мулан дала ей перед посещением свахи. Мулан встречает Мушу перед входом в тренировочный лагерь. Там она неуклюже пытается казаться мужчиной, а когда капитан Ли Шанг, сын генерала армии, спрашивает, как её имя, Мулан отвечает, что её зовут Пинг. Генерал отправляется к перевалу Тянь-Шао, чтобы не дать гуннам пройти по самому короткому пути к императорскому дворцу. Шанг остаётся тренировать новобранцев, а советник императора, присутствующий здесь, должен через три недели оповестить генерала об удачном завершении подготовки. Мулан приходится очень тяжело, и Шанг даже одним вечером отправляет её домой из-за плохой пригодности, но к утру Мулан придумывает необычный способ достать стрелу с высокого столба — никто прежде не знал, как это сделать. Этим она заслуживает уважение и Шанга, и других солдат. Ночью она отправляется купаться в озеро и неожиданно заводит знакомство с тремя бойцами: Яо, Лингом и Чьен-По. Ей не без помощи Мушу удаётся вылезти из воды, не привлекая их внимания. Затем Мушу подслушивает разговор Шанга с советником, который недоволен результатами подготовки и не позволяет Шангу повести новобранцев в бой, считая их недостаточно натренированными. Мушу и сверчок сочиняют письмо якобы от имени генерала, маскируются под посланника (довольно странного вида и верхом на панде) и вручают его советнику. В письме написано, что генерал будто бы приказывает сыну отправиться вместе со своим отрядом к нему на перевал Тянь-Шао. Советник передаёт об этом Шангу.
Наутро солдаты идут к перевалу, весело напевая о том, как хорошо иметь любимую женщину. Но на перевале они обнаруживают сгоревшую деревню и разбитую армию генерала. Становится ясно, что ни жители деревни, ни армия, ни сам генерал не выжили. Шанг оставляет здесь шлем и меч своего погибшего отца, а Мулан — найденную детскую куклу. Шанг объявляет, что теперь Китай может полагаться только на них, и ведёт всех по перевалу. Гунны, превосходящие их числом, устраивают на них засаду, и солдаты Шанга понимают, что сейчас дадут последний бой. Мулан догадывается использовать пушку, чтобы вызвать лавину и обрушить её на всё войско гуннов, при этом она спасает Шангу жизнь, но сама получает тяжёлое ранение. Шанг и солдаты узнают тайну Мулан, пока ей перевязывают рану. Вместо того, чтобы казнить Мулан, как того требует закон, Шанг возвращает ей долг жизнью и изгоняет из армии, а сам вместе с отрядом идёт ко дворцу императора. Мулан разочаровывается в себе: ей кажется, что она не столько хотела сохранить жизнь отцу, сколько хотела показать, что она чего-то стоит. Мушу ободряет её и сам кается в том, что её предки не посылали его к ней на помощь, это был результат его желания вернуть себе статус в семейном храме. Вдруг Мулан видит, что Шань Ю и его ближайшие сторонники выжили.
Мулан вместе с Мушу и сверчком скачет во дворец, чтобы всех предупредить, но Шанг ей не верит — здесь, после завершения военных действий, Мулан снова женщина, до мнения которой никому нет дела. Как раз в этот момент появляются гунны и берут императора в заложники. Мулан хочет его спасти, и ей помогают Яо, Линг, Чьен-По и Шанг. В завязавшейся схватке люди Шань Ю быстро терпят поражение, а Мулан заманивает его самого на крышу, где Мушу добирается до фейерверков, зажигает одну из ракет и запускает её в Шань Ю. Вождь гуннов погибает. Мулан на всеобщих глазах показывает себя героиней. Император восхваляет её за то, что она спасла всю страну, и он, а вслед и все люди на площади кланяются ей в знак уважения. Она принимает медальон императора и меч Шань Ю в качестве подарков, но отклоняет его предложение вступить в императорский совет. Мулан возвращается домой и преподносит эти подарки своему отцу, но он не обращает на них внимания, радуясь лишь её возвращению и гордясь тем, что она — его дочь. Шанг приезжает к Мулан, чтобы отдать забытый ею шлем, и семья Мулан приглашает его остаться у них на обед. Мушу восстанавливают в должности хранителя, и духи предков празднуют счастливое завершение событий.

## Создание
«Мулан» изначально создавалась как короткометражный фильм под названием China Doll об угнетённой и несчастной китайской девушке, увезённой английским принцем на Запад. Тогда консультант студии Диснея и автор детской книги Роберт Д. Сан-Суси предложил сделать фильм, сюжет которого будет основан на китайской поэме «Песнь о Хуа Мулань», и студия Диснея объединила два отдельных проекта.
Создание «Мулан» началось в 1994 году, когда съёмочная группа направила избранную группу художественных руководителей в Китай на три недели, чтобы сделать фотографии и зарисовки местных достопримечательностей для вдохновения и впитать местную культуру.
Создатели фильма решили изменить характер Мулан, чтобы сделать её более привлекательной и самоотверженной, а художественный стиль приблизить к китайской живописи, с акварелью и простым дизайном, в отличие от детальности «Короля Льва» (1994) и «Горбуна из Нотр-Дама» (1996).
Сцена, где гунны преследуют Мулан, была создана с помощью программного обеспечения моделирования толпы под названием «Аттила». В результате каждый гунн был нарисован отличающимся от других. Тот же приём ранее применялся в «Короле Льве». Вариант программы под названием «Династия» был использован в сцене после последней битвы для создания толпы из 3000 человек в Запретном городе. Фотореалистичный RenderMan компании Pixar был использован, чтобы создать толпу.
Другим программным обеспечением, разработанным для этого фильма, был Faux Plane, который использовали для добавления глубины к плоской двумерной живописи. Эта программа была использована в пяти эпизодах, в том числе и в сценах на Великой Китайской стене и в эпизоде с последней битвой, когда Мулан едет в Императорскую столицу (прототип — Запретный город). Во время сцены, в которой китайцы кланяются главной героине, толпа — это панорамный фильм, где настоящие люди кланяются. Он был переработан в анимированный передний план сцены.

## Роли озвучивали
| Персонаж                    | Озвучивание                           | Русский дубляж       |
| --------------------------- | ------------------------------------- | -------------------- |
| Фа Мулан                    | Минг-На Вен (поёт Леа Салонга)        | Сауле Искакова       |
| Мушу (дракон)               | Эдди Мёрфи                            | Валерий Кухарешин    |
| Ли Шанг (капитан)           | Б. Д. Вонг (поёт Донни Осмонд)        | Геннадий Смирнов     |
| Император                   | Пэт Морита                            | Александр Демьяненко |
| Генерал Ли                  | Джеймс Шигета                         | Аркадий Волгин       |
| Первый предок               | Джордж Такеи                          |                      |
| Чи Фу (советник императора) | Джеймс Хонг                           |                      |
| Шань-Ю                      | Мигель Феррер                         |                      |
| Фа Зу(отец Мулан)           | О Сунтхэк                             |                      |
| Бабушка Фа                  | Джун Форей (поёт Марни Никсон)        |                      |
| Фа Ли (мать Мулан)          | Фреда Фо Шэнь                         |                      |
| Сваха                       | Мириам Маргулис                       |                      |
| Яо (солдат с фингалом)      | Харви Файерстин                       |                      |
| Линг (тощий солдат)         | Джедди Ватанабэ (поёт Мэттью Уайлдер) |                      |
| Чьен-По (солдат-толстяк)    | Джерри Тондо                          |                      |
| Хан                         | Фрэнк Уэлкер                          |                      |
| Кри-Ки                      | Фрэнк Уэлкер                          |                      |
| Второй предок               | Мэри Кей Бергман                      |                      |
| Молодая невеста             | Джулианн Бюшер                        |                      |
| Третий предок               | Кори Бёртон                           |                      |
| Один из гуннов              | Роберт Клотуорси                      |                      |
| Банщица                     | Бет Фаулер                            |                      |
| Китайский солдат            | Ричард Стивен Хорвитц                 |                      |

## Отзывы

### Реакция критиков
«Мулан» получил в основном положительные отзывы и 86 % положительных рецензий на Rotten Tomatoes. Кроме того, фильм был на 17-м месте из 48 анимационных фильмов Диснея в 2009 году на том же сайте.
Кайл Саггс назвал визуальные эффекты «захватывающими», и Дэн Жарден описывает зрительные эффекты как «великолепно анимированные».
Кинокритик Роджер Эберт дал «Мулан» три с половиной звезды из четырёх в своём письменном обзоре. Он сказал, что «„Мулан“ является впечатляющим достижением, с историей и темпераментом на уровне с „Красавицей и Чудовищем“ и „Королём Львом“». Отрицательные отзывы описали мультфильм как «разочарование». Песни обвиняют в том, что они плохо запоминаются и замедляют темпы фильма. Некоторые обозреватели предполагают, что фильм «бездушный» в его изображении азиатского общества.
Этот фильм был также предметом феминистской критики. Мими Нгуен заявила, что фильм «высмеивает исключительно репрессивные гендерные роли персонажей, которые стремятся одомашнить Мулан», а также содержит сатирические эпизоды, пародирующие мужское гомосексуальное поведение. Надя Леби соглашалась с этим и утверждала, что «в фильме есть лирика, которая опровергает браваду всего движения girl power»; она отметила, что чтобы достичь поставленной цели, Мулан пришлось скрывать свой пол. Кэтлин Kaрлин, доцент кафедры английского языка из университета штата Орегон, также критиковала изображение гендерных ролей в фильме: «Для того, чтобы хотя бы представить себе женский героизм, мы помещаем его в область фантастики».

### Кассовые сборы
Мультфильм «Мулан» в первый уик-энд собрал 22,8 млн долларов США и вышел на второе место среди самых кассовых фильмов той недели после «The X-Files». Он заработал 120 млн долларов в США и Канаде, а также 304 млн по всему миру, что делает его вторым по величине семейным мультфильмом года, после мультфильма «Приключения Флика». В то время как мультфильм «Мулан» обошёл два предшествующих ему мультфильма Диснея — «Горбун из Нотр-Дама» и «Геркулес», — его кассовые сборы не смогли сравняться с фильмами Диснея начала 1990-х годов, такими как «Красавица и Чудовище», «Аладдин» и «Король Лев».
Лучшие мировые релизы включают Великобританию (14,6 млн долларов США) и Францию (10,2 млн долларов).

### Награды
«Мулан» завоевала множество наград Энни. Сам фильм получил приз за лучший анимационный фильм. Индивидуальных наград были удостоены:
- Пэм Коутс за производство;
- Барри Кук и Тони Бэнкрофт за режиссуру;
- Рита Сяо, Кристофер Сандерс, Филипп ЛаЗебник, Рэймонд Сингер и Юджения Боствик-Сингер за сценарий;
- Крис Сандерс за раскадровку;
- Ханс Бахер за производственный дизайн;
- Дэвид Тиджуэлл за анимационные эффекты;
- Минг-На за озвучивание Мулан;
- Мэттью Уайлдер, Дэвид Зиппел и Джерри Голдсмит за музыку;
- Рубен А. Акино за анимацию персонажей[32].

Том Бэнкрофт и Марк Хенн также были номинированы на анимацию персонажей. Музыкальное сопровождение тоже получило значительное одобрение. Джерри Голдсмит завоевал в 1999 году премию BMI Film Music и был номинирован на Золотой глобус за лучший саундтрек в 1998 году. Он также был номинирован на премию Американской киноакадемии за оригинальный саундтрек в 1998 году, но уступил фильму «Влюблённый Шекспир» Стивена Уорбека.
Мэтью Уайлдер и Дэвид Зиппел также были номинированы на Золотой глобус за лучшую песню в том же году для фильма «Отражение». Они уступили Шоу Трумэна и «Игроку» из мультфильма «Волшебный меч: В поисках Камелота» соответственно. Американский институт киноискусства номинировал «Мулан» на один из 10 лучших анимационных фильмов.

### Приём в Китае
Дисней стремился к продвижению «Мулан» на китайский рынок, надеясь, что они смогут повторить свой успех, как было с мультфильмом «Король Лев», который являлся одним из самых кассовых западных фильмов того времени в Китае. Дисней также надеялся, что сможет сгладить отношения с китайским правительством, испортившиеся после выхода фильма «Кундун» о биографии Далай-ламы, которое китайское правительство посчитало политически вызывающим.
Китай пригрозил ограничить деловые переговоры с Диснеем за этот фильм, а так как китайское правительство принимает только десять западных фильмов в год, которые будут показаны в стране, шансы «Мулан» быть принятым были низкими.
Наконец, после годовой задержки, китайское правительство дало разрешение выйти фильму в ограниченном выпуске, но только после Китайского Нового года, для гарантии, что местные фильмы будут преобладать на более прибыльном праздничном рынке.
Келли Чен, Коко Ли (тайваньская версия) и Сюй Цин (материковая версия) озвучили Мулан в кантонском и севернокитайском (материковом и тайваньском) переводах фильма соответственно, в то время как Джеки Чан озвучил Шанга во всех трёх переводах.

## Китайская культура в «Мулан»
Китайские легенды о Хуа Мулань (или, как перевели для мультфильма, Фа Мулан) рассказывают о молодой женщине, которая маскируется под мужчину, чтобы занять место своего престарелого отца в армии. Сюжет может быть прослежен от баллады о Мулан до её диснеевской экранизации и оставляет главную героиню во многом такой же, как и в легенде: сорвиголова-дочь уважаемого ветерана и отчасти проблемная, но не «утончённая леди», быть которой требовало от неё общество. В старой версии Мулан использует имя своего отца — Ли, и её никогда не разоблачали как девушку.
Самые ранние записи легенды утверждают, что она жила во времена Северной династии Вэй (386—534 годы нашей эры). Однако есть версия о том, что Мулан была предложена в качестве наложницы императора Яна Гуана из династии Суй (605—617 гг.). Действие фильма разворачивается во времена последней. Он включает в себя многие другие анахронизмы, такие как Запретный город династии Мин в Пекине (столица династии Суй была близ современного Сианя).
Хотя действие «Мулан» происходит в северной части Китая и имя главной героини соответствует севернокитайскому произношению, Дисней использует кантонское произношение (Фa) её фамилии. Также в русском дубляже мультфильма среди прочего упоминается яблоко как символ чистоты, хотя в китайской культуре оно означает миролюбие.

### Язык
Когда Мулан маскировалась под мужчину, её имя являлось частью китайского каламбура. Она взяла имя 花 平 — Фа Пинг, или Хуа Пин, которое звучит как слитное слово 花瓶 — хуапин, буквально «цветочный горшок» или «глупая красавица». В китайском переводе мультфильма каламбур, тем не менее, прослеживается трудно из-за общепринятого использования субтитров. В них имя Мулан обозначается просто как 平 — Пин.
По одной из версий легенды, у Мулан был младший брат, но он был слишком юн, чтобы быть зачисленным в армию, поэтому вместо него идёт Мулан. Возможно, именно поэтому в мультфильме у Мулан есть собака по кличке «Младший Братец».

## Саундтрек
| №   | Название                           | Длительность |
| --- | ---------------------------------- | ------------ |
| 1.  | «Song: Honor to Us All»            | 3:03         |
| 2.  | «Song: Reflection»                 | 2:12         |
| 3.  | «Song: I’ll Make a Man Out of You» | 3:22         |
| 4.  | «Song: A Girl Worth Fighting For»  | 2:26         |
| 5.  | «Song: True to Your Heart»         | 3:13         |
| 6.  | «Attack At the Wall»               | 2:16         |
| 7.  | «Preparations»                     | 2:55         |
| 8.  | «The Matchmaker»                   | 1:55         |
| 9.  | «Short Hair»                       | 3:17         |
| 10. | «One Chance»                       | 1:23         |
| 11. | «The Master Plan»                  | 1:00         |
| 12. | «Shan Yu»                          | 1:01         |
| 13. | «Blossoms»                         | 3:05         |
| 14. | «Shoulders Back»                   | 1:57         |
| 15. | «Ping»                             | 0:59         |
| 16. | «The Real Work»                    | 1:49         |
| 17. | «Morning Assembly»                 | 1:11         |
| 18. | «Deserted Village»                 | 1:07         |
| 19. | «Bogus Letter»                     | 0:58         |
| 20. | «Letter Delivered»                 | 0:39         |
| 21. | «The Doll Survives»                | 3:16         |
| 22. | «Save the Cannons»                 | 1:21         |
| 23. | «The Huns Attack»                  | 1:54         |
| 24. | «Avalanche»                        | 2:38         |
| 25. | «What’s Wrong with Ping?»          | 2:45         |
| 26. | «Truth All Around»                 | 3:25         |
| 27. | «Imperial Palace»                  | 1:34         |
| 28. | «The Imperial Palace»              | 0:44         |
| 29. | «Sword Snatcher»                   | 0:45         |
| 30. | «Boo»                              | 2:32         |
| 31. | «A Lucky Bug»                      | 2:41         |
| 32. | «Gratitude»                        | 1:15         |
| 33. | «The Pendant»                      | 0:46         |
| 34. | «The Sword»                        | 1:17         |
| 35. | «Song: Reflection (Pop Version)»   | 3:34         |

## Киноадаптация
В 2010 году киностудия Walt Disney Pictures выразила намерение создать киноадаптацию мультфильма под руководством режиссёра Чака Рассела. Однако съёмки, назначенные на октябрь того же года, были отменены. Компания вернулась к работе над проектом лишь в 2015 году, а выход фильма на экраны состоялся в марте 2020 года. Роль Мулан в исполнила Лю Ифэй.

### Комментарии
1. ↑  Игра слов: «China» в английском языке — и «Китай» Архивная копия от 10 января 2015 на Wayback Machine, и «фарфор» Архивная копия от 10 января 2015 на Wayback Machine.